# 蘿莉塔綜合症
《蘿莉塔綜合症》是艾尼克斯在1983年10月發售的成人遊戲。它於艾尼克斯主辦的第2屆游戏爱好者编程大赛中獲獎，並在1980年代日本蘿莉控熱潮期間因其內容獵奇而成為話題。

## 遊戲系統

《蘿莉塔綜合症》的其中一環節

《蘿莉塔綜合症》以蘿莉塔之家（メゾン・ロリータ）為舞台，該屋子有5間房間——從1號室到5號室。每間房間都有一名被囚禁的少女需要玩家去拯救。1號室的少女被綁在台子上，她面前則有一把圓鋸，其以繩索掛在半空，並不斷往下移動。玩家需從10把鎖匙中猜出真正的1號室鎖匙，才能開門救她。他們最多可猜5次。2號室的少女被綁在牆上，要救她則需向她拋刀，但不能擲中她。不過預先準備好的10把刀子當中有1把至2把是彎的，選中它們便會令該名角色喪命。3號室的少女躺在床上，呈瀕死狀態。要救她則先要從紅、黃、綠三種顔色的藥物中選取正確的那款，然後對着合適的部位施用（同樣是三選一，玩家要從胸部、腹部、性器官三個部位中選擇一個）。玩家需在4號室跟室內的少女玩石头、剪子、布。每當玩家猜贏，該名角色便會脫掉一件衣服。不過若玩家猜輸，她就會穿回所有衣服。因此，玩家需連續猜贏七次才能過關。該一遊戲的正確選項完全隨機，因此玩家需以運氣取勝。若然成功救出女主角或在某部分中勝出，那麽玩家便能觀賞該些少女的裸體。最後的5號室為攝影室，設立的目的在於讓玩家拍攝少女角色的身姿。

## 開發與發行
1980年代期間，日本出現了一股蘿莉控熱潮，不少創作者紛紛於作品中加入蘿莉元素。當時日本對於性的創作表達相對寬鬆，有關內容大多只交由創作方自我審查。艾尼克斯於熱潮期間發行《蘿莉塔綜合症》一作。其在PC-6001和FM-7/8上以磁带形式發行。PC-8801版則以磁带或5英寸的2D磁片發行。它的角色由漫畫家負責繪製。此外，望月亦負責編寫這部作品的程式。

## 評價
《蘿莉塔綜合症》在艾尼克斯主辦的第2屆遊戲愛好者程式設計大賽中被選為「入選作」，並因此而得以成為商品。在開售後，這部作品隨即成為話題。當中不少人都把焦點放在玩家輸掉遊戲時，女主角慘死的情景。此外很多玩家希望官方能推出續作。1985年，光荣推出本作事實上的續作《我的蘿莉塔》（マイ・ロリータ）。同樣參與上述作品的開發工作。
評論家普遍認為本作是問題作。「電腦世界的秘密基地」（電脳世界のひみつ基地）的編輯松田寫道，本作比同一年代發行的《團地妻的誘惑》更「迷惑」，與《玛丽酱陷入绝境》相比則顯得較「獵奇」。此外，他亦認為把蘿莉元素跟獵奇結合的做法相當獨特，並指出本作為蘿莉控熱潮帶來不少衝擊。電腦遊戲雜誌的編輯前田尋之在專欄中表示，本作即使放在審查標準較寬鬆的1980年代也是「突圍而出」，並認為這部作品的內容為「美少女遊戲史上最殘劣」。多根清史在《超成人遊戲》（超エロゲー）中指出，本作即使內容獵奇，也能夠順利發行的原因在於1980年代的日本遊戲市場主要是面向大人，並形容它是艾尼克斯及成人遊戲史上「最大的問題作」。漫畫家J. Sairo在成人遊戲雜誌《BugBug》中同樣形容本作是艾尼克斯的問題作。他亦寫道本作在該公司的奇妙类遊戲中扮演着一定角色，並促成「電鋸遊戲的一大流派」。
本作的角色則獲得褒貶不一的評價。松田指出，畫師在繪畫本作的少女時並沒有採用露骨的畫風，反把他們畫成純潔無瑕的樣子——這讓之感到一定的落差。多根形容該些少女的身軀被畫成「桶狀」，並認為這可能符合部分玩家的口味。Cracked.com的撰稿人麦克斯韦·叶兹皮特洛克（Maxwell Yezpitelok）指出，《玛丽酱陷入绝境》的女主角看起來就像是個大人，而《蘿莉塔綜合症》的女主角看起來則「小於10歲」，並說該遊戲「以帶性挑逗的方式描繪幼兒」。J. Sairo指出，遊戲標題畫面的少女並沒有於本編中登場，故認為她只是形象角色。
《成人遊戲文化研究概論（修訂版）》（エロゲー文化研究概論 増補改訂版）著者宮本直毅認為，《蘿莉塔綜合症》由於採用隨機決定正確選項的系統，故其攻略難度為「地獄級」。